# Lindale (Teksas)
Lindale – miasto w Stanach Zjednoczonych, w stanie Teksas, w hrabstwie Smith.